# Грузино-Имеретинская губерния
Грузи́но-Имерети́нская губе́рния — административная единица Российской империи. Центр — Тифлис.
Образована на основании закона об административной реформе, утверждённого императором Николаем I 10 апреля 1840 года под названием «Учреждение для управления Закавказским краем», путём объединения территорий упразднённых Грузинской губернии, Армянской и Имеретинской областей, а также Ахалцихской провинции. На момент образования делилась на 11 уездов: Александропольский, Ахалцихский, Белоканский, Гурийский, Горийский, Елисаветпольский, Кутаисский, Нахичеванский, Телавский, Тифлисский и Эриванский. В 1842 году на базе Белоканского уезда был создан Белоканский округ, а в апреле 1844 года округ был выделен из Грузино-Имеретской губернии и подчинён непосредственно Джаро-Белоканскому военно-окружному начальнику. На момент упразднения губерния делилась на уезды: Александропольский, Ахалцихский, Гурийский, Горийский, Елисаветпольский, Кутаисский, Нахичеванский, Сигнахский, Телавский, Тифлисский и Эриванский.
Высочайшим указом от 14 декабря 1846 года были внесены изменения в административно-территориальную организацию Закавказья. Весь Закавказский край был разделён на четыре губернии: Тифлисскую, Кутаисскую, Шемахинскую и Дербентскую. Грузино-Имеретинская губерния была упразднена.

## Символика
Герб губернии является гласным. Щит, имеющий золотое поле, разделен на четыре части. В двух верхних частях изображены: с левой стороны гора Арарат с ковчегом на её вершине, а с правой - Чëрное море. В двух нижних частях помещены: с левой стороны две серебристые извилистые полосы, означающие реки Кура и Аракс, с правой - снежная вершина горы Казбека; в середине главного щита находится маленький щит, в котором по серебряному полю изображен Св. Великомученик и Победоносец Георгий, а сверху главного щита Императорский коронованный орел прикрывает щит своими крылами.
При составлении герба Грузино-Имеретинской губернии использовались элементы символики герба Армянской области.

## Предводители дворянства
См. Предводители грузинского дворянства (1801—1917).